# رضوان خرمیان
رضوان خرمیان (متولد اردیبهشت ۱۳۶۵، ملایر) یک مترجم و نویسنده ایرانی است.

## زندگی‌نامه
خرمیان فارغ‌التحصیل رشته مترجمی زبان انگلیسی در مقطع کارشناسی و رشته زبان و ادبیات فارسی در مقطع کارشناسی ارشد است و به زبان فرانسه نیز تسلط دارد. فعالیت هنری، فرهنگی، ترجمه و نویسندگی خود را از سال ۱۳۷۹ در ۱۴ سالگی با همکاری کیهان بچه‌ها آغاز کرد و با مجلاتی دیگر مانند سروش کودکان، مجله‌های رشد و «شاهد کودک و نوجوان» ادامه داد.
او عضو انجمن نویسندگان کودک و نوجوان ، و اهل قلم (خانه کتاب) است؛ و همچنین عضو کمیته روابط بین‌الملل انجمن نویسندگان کودک و نوجوان می‌باشد.
از فعالیت‌های دیگر او می‌توان به سردبیری دوهفته نامه کتاب هدهد، که توسط فرهنگسرای مجازی سازمان فرهنگی هنری شهرداری تهران در فضای مجازی منتشر می‌شد اشاره نمود.
از سال 93 اقدام به راه اندازی گروه های کتابخوانی برای کودکان و نوجوانان نمود و به عنوان مروج کتابخوانی، برنامه "کتابخوانی دسته جمعی نوجوانان" را در فرهنگسرای رسانه و با همکاری کتابفروشی داستان را طراحی کرد . در ادامه این راه گروه کتابخوانی با عنوان "کتابخورها" تشکیل داده و در فرهنگسرای اندیشه به نقد و بررسی و خوانش کتابهای پرطرفدار و تازه منتشره در کنار نوجوانان علاقه مند پرداخت .این گروه مستعد که در سال 97 موفق به دریافت دو جایزه و تندیس برگزیده جام باشگاههای کتابخوانی شد  
در حال حاضر و با همکاری انتشارات چشمه در حال برگزاری جلسات خود در کتابفروشی چشمه پریس می باشد .
خرمیان در زمینه ترویج کتابخوانی فعالیت های متنوع برای همه گروههای سنی انجام داده است و از این جمله میتوان به برگزاری جلسات بلندخوانی برای کودکان و جلسات آشنایی با ادبیات کودک و نوجوان برای والدین اشاره کرد .
او همچنین مجری و کارشناس چندین برنامه نقد و بررسی کتاب بوده و سابقه همکاری قریب به یکساله با صدا و سیمای در برنامه رادیو کتاب از شبکه رادیویی فرهنگ را هم دارد 

## آثار
تا به حال چندین کتاب از او منتشر شده‌است که از آنها می‌توان به
1. دانستنی‌هایی در مورد فضا و زمین (نشر شهر)[۵][۶]
2. افسانه‌های ایتالیا (نشر پنجره)[۷][۸]
3. وسایل اطراف ما چگونه کار می‌کنند؟[۹] (نشر شهر)
4. بازی کن و بیاموز(انتشارات قدیانی)[۱۰][۱۱][۱۲]
5. زمانی برای دانستن؛ حیوانات (نشر شهر)
6. زمانی برای دانستن؛ بدن انسان (نشر شهر)
7. پسر بچه‌ای که می‌خواست یک ستاره داشته باشد (واحد کودک و نوجوان انتشارات دانش نگار، ناردونه)
8. موشک کاغذی بزرگ (واحد کودک و نوجوان انتشارات دانش نگار، ناردونه)
9. راه برگشت به خانه (واحد کودک و نوجوان انتشارات دانش نگار، ناردونه)
10. گم و پیدا (واحد کودک و نوجوان انتشارات دانش نگار، ناردونه)[۱۳]
11. صدتایی ها؛ (کانون پرورش فکری کودکان و نوجوانان)
12. مجموعه رمان سه جلدی بزرگسال اتاقی برای تو، جلد اول(انتشارات کتابسرای تندیس)
13. مجموعه رمان سه جلدی بزرگسال اتاقی برای تو، جلد دوم(انتشارات کتابسرای تندیس)
14. داستان باورنکردنی هنری پسرک کتابخوار ( ناردونه )
15. کتاب کار پیش دبستانی جلد اول ( انتشارات قدیانی )
16. کتاب کار پیش دبستانی جلد دوم ( انتشارات قدیانی )
17. من میتوانم (واحد کودک و نوجوان انتشارات مبتکران ، میچکا)
18. بهترین دوست من ( واحد کودک و نوجوان انتشارات مبتکران ، میچکا)
19. رمان نوجوان من و ماروین گاردنز ( انتشارات داستان جمعه )

## جوایز و افتخارات
1. نامزد شانزدهمین جشنواره کتاب کودک و نوجوان [۱۴][۱۵]
2. برگزیده کتاب سال جمهوری اسلامی ایران بخاطر ترجمه کتاب نوجوان من و ماروین گاردنز [۱۶][۱۷]
3. منتخب شورای کتاب کودک در سال ۹۸ - ۹۹ برای ترجمه کتاب بهترین دوست من [۱۸]
4. کتاب برگزیده جشن و فهرست لاک پشت پرنده در چندین دوره برگزاری [۱۹][۲۰]

1. مقام اول و رتبه برگزیده در دو بخش از سه بخش اصلی جام باشگاه های کتاب خوانی وزارت ارشاد اسلامی [۲۱]

## سابقه فعالیت های فرهنگی و کتابخوانی
1. طراحی و راه اندازی باشگاه کتاب خوانی نوجوان با عنوان کتابخورها [۲۲]

1. برگزاری مجموعه کارگاههای آبتنی در حوضچۀ نوجوانی [۲۳]